# آيت تاعرابت (آيت حدو أوحمو)
آيت تاعرابت هو [[دوار وهم يقعون في دوارهم الاصلي ويوان بضواحي مريرت اقليم خنيفرة
(المغرب)|دُوَّار]] يقع بجماعة أكلموس، إقليم خنيفرة، جهة بني ملال خنيفرة في المملكة المغربية. ينتمي الدوّار لمشيخة آيت حدو أوحمو التي تضم 7 دواوير. يقدر عدد سكانه بـ 234 نسمة حسب الإحصاء الرسمي للسكان والسكنى لسنة 2004.

## وصلات خارجية
- البوابة الوطنية للجماعات الترابية
- المندوبية السامية للتخطيط